# Аслі Перкер
Асл́и Перке́р (тур. Aslı Perker, нар. 1975, Ізмір) — турецька письменниця, прозаїк, журналістка, авторка 6 романів і декількох збірок оповідань, вивчала американістику.

## Життєпис
Народилась Асли Перкер у 1975 році в Ізмірі. Родина мусила жити у різних куточках країни через батьківську службу. Асли отримала вищу освіту на кафедрі американської культури і літератури в одному з ізмірських університетів, захистила диплом по творчості Маргарет Етвуд. Після навчання була копірайтером у рекламному агентстві, а згодом працювала журналістом-репортером для тижневика «Aktüel Haber» («Актуальні новини»), у газетах «Radikal» та «Sabah» («Ранок»).
Разом із чоловіком Кутлуханом Перкером у 2001 році переїхала до Нью-Йорку, де працювала перекладачем і приділяла весь свій час літературній творчості.
У 2010 році повертається до Стамбула, працюючи журналісткою у турецьких газетах та створюючи статті для інтернет-видань. Стала головним редактором турецького видавництва «Beyaz Baykuş Yayınları».
Нині разом із сім'єю проживає у Стамбулі.
На питання «до якої частини світу належить Туреччина?», авторка відповідає так:

Ми — європейці, бо маємо ще й досі незамкнений розум, у той самий час ми — азіати, бо народилися на цій землі.

## Творчість
У 2005 році вона публікує свій перший роман «Başkalarının Kokusu» («Запах інших»). Цей твір привернув увагу турецьких та світових читачів, адже це багатошаровий роман, який набуває значення із глибоким психологічним аналізом своїх героїв, що впливають один на одного.
Другий її роман «Cellat Mezarlığı» («Кладовище ката») вийшов у 2009 році. Твір, який заглибився в людську психологію і ставить під сумнів місце «злочину» у кожної людини.
Наступний роман «Sufle» опубліковано в 2011 році. Це новаторський твір з точки зору стилю оповіді. Події у романі відбуваються у трьох різних країнах — Франції, Америці та Туреччині. У центрі розповіді — три головних герої, які мають свою життєву історію, але їх всіх об'єднує стан депресії, адже вони утратили кохану людину, стосунки. Та герої відкриваються по-новому, знаходячи втіху в кулінарії. Вони прагнуть приготувати суфле. Назва роману не випадкова, адже суфле схоже на людське життя: ідеальне на смак та на вигляд, але для досягнення неперевершеного результату можуть знадобитися роки. Це — роман-медитація, роман-роздум і роман-розслаблення. Твір був перекладений двадцятьма трьома мовами, зокрема українською роман вийшов у 2015 році. Один із критиків написав про книгу таке:

Весела, чуттєва та розумна проза, яка виявляє справжнє відчуття сім'ї та вивчає при цьому силу, яку має їжа. У всіх значеннях слова це делікатес.

У 2015 р. опубліковано роман «Bana Yardım Et» («Допоможи мені»). Письменниця передає власний досвід і переживання через персонажів. «Bana Yardım Et» — це роман не лише про смерть, а й про стосунки між письменниками та читачами.
Наступного року виходить роман «Vakit Hazan» («Час падіння»). Цей твір — це історична пригода, можна сказати, що це новела про шпигунство. Дії у романі відбуваються в болісному періоді, і поки країна перебуває в такому стані, про кохання не можна було думати, але головна героїня все ж таки пізнає себе, життя, кохання у складних умовах 1920-х років.
У 2018 році світ побачив новий роман «Flamingolar Pembedir» («Рожеві фламінго»). Рожеві фламінго — це альтернативна історія життя. Маленька дівчинка намагається зрозуміти суть життя, не розмовляючи, не слухаючи. Є лише одне місце, яке втішає — човен.

## Праці
- Başkalarının Kokusu («Запах інших») (2005)
- Cellat Mezarlığı («Кладовище ката») (2009)
- Sufle («Суфле») (2011)
- Bana Yardım Et («Допоможи мені») (2015)
- Vakit Hazan («Час падіння») (2016)
- Flamingolar Pembedir («Рожеві фламінго») (2018)